# Kährs
Kährs (полностью — AB Gustaf Kahr) — шведская компания, производящая напольные покрытия и паркет. Штаб-квартира располагается в Нюбру. .

## История
Компания была основана в 1857 году Йоханом Чером в г. Нюбру и поначалу специализировалась на производстве изделий из дерева, в частности, прядильных машин.
В 1919 году внук Йохана Чера, Густав Чер, основал компанию AB Gustaf Kähr. Компания производила игрушки, двери, мебель и напольные покрытия.
В 1937 году была запатентована новая технология производства дверей — из сегментов (ламелей), которые склеивали между собой (чтобы увеличить стабильность конструкции независимо от перепадов температуры и влажности).
В 1941 году Густав Чер запатентовал трехслойную паркетную доску, в которой использовался принцип ламельной (сегментной) конструкции дверей.
В 1958 году компания выпустила паркет с заводским покрытием лаком.
В 1965 году компания запатентовала конструкцию спортивных полов, при которой доски укладываются на лаги, в результате чего получается пружинящее и ударопоглощающее покрытие.
В 1984 году компания начала производить паркет, используя лак без растворителей.
В 2004 году в компании разработали деревянный замок Woodloc, позволяющий производить сборку паркетной доски без использования клея.
На 2012 год годовой оборот группы Kährs Group, в которую входит компания, составил 300 млн евро.

## Продукция
Kährs Parkett производит двухслойный и трехслойный готовый паркет (около 200 наименований из различных пород древесины и с разными типами отделки), а также средства для ухода, укладки и ремонта паркетной доски, профили для лестниц и плинтусов.